# 쓰루미 도시타카
쓰루미 도시타카(일본어: 鶴見 聡貴, 1986년 12월 22일 ~ )는 일본의 전 축구 선수이다.

## 구단 경력
과거 쇼난 벨마레, 가이나레 돗토리에서 활동하였다.